# Vlasová textilie
Vlasová textilie (angl.: pile fabric, něm.: Polstoff)
je pletenina, tkanina nebo netkaná textilie s odstávající vrstvou vláken nebo nití po jedné nebo obou stranách plochy.
Vlas může sestávat z celých nebo řezaných smyček, jejich délka a hustota jsou proměnlivé, v některých případech patří střídání délky a hustoty ke vzorování výrobku.
- U pletenin se rozeznává vlas z kliček, z oček nebo z útku
- K textiliím s řezanými smyčkami patří:

samety, velury, manšestry, moket, mikiny a panné
Celé smyčky mají např.:
smyčkové plyše, froté, buklé
Vlasové tkaniny se vyrábějí také v různých nopových vazbách.
- Ke způsobům povrchové úpravy vlasových textilií patří zejména kartáčování, kalandrování a postřihování.[3]